# Paul Paris
Pour les articles homonymes, voir Paris (homonymie).
Paul Paris (1875-1938) est un ornithologue français qui participa en 1929 à la création de Alauda, Revue internationale d'Ornithologie, en compagnie de Noël Mayaud, Henri Heim de Balsac, Jacques de Chavigny, Jacques Delamain, Henri Jouard, Louis Lavauden et Paul Poty.

## Publications
Cette bibliographie a été établie à l'aide de deux ouvrages de référence,.
- (1904) Oiseaux d'Europe, Bull. mens. AFAS, 263.
- (1906) Les Oiseaux d'Europe, Lucien Laveur, Paris, 248 p.
- (1906) Sur la glande uropygienne des Oiseaux, Bull. Soc. Zool. France, 31 : 101-107.
- (1907) Catalogue des Oiseaux observés en France, J.B. Baillière & Fils, Paris, 87 p.
- (1907) Note sur le Buzard Montagu (Circus pygargus Linné). Bull. Soc. Zool. France, 32 : 70-71.
- (1908) La Canepetière (Tetrax tetrax L.) en Bourgogne. Bull. Soc. Zool. France, 33.
- (1908) Sur le Martinet noir (Apus apus) en captivité. Bull. Soc. Zool. France, 33 : 147.
- (1908) Note sur le nid du Rouge-Gorge (Erithacus rubecula L.). Bull. Soc. Zool. France, 33 : 148.
- (1929) Note sur le Bec-croisé ordinaire Loxia curvirostra L. Alauda, 1 : 4-8.
- (1929) Passages de Jaseurs de Bohême. Alauda, 1 : 51.
- (1929) Hivernage de Bergeronnettes grises. Alauda, 1 : 51-52.
- (1929) Note sur les Choucas Coloeus monedula (L.) en Bourgogne. Alauda, 1 : 63-67.